# Козловская, Мария Васильевна
Мария Васильевна Козловская (21 ноября 1915, Белая Церковь, Киевская губерния — неизвестно) — советская баскетболистка, тренер. Судья всесоюзной (1956) и международной (1952) категорий. Отличник физической культуры (1954).

## Биография
Родилась 21 ноября 1915 года в городе Белая Церковь Киевской губернии (ныне — в Киевской области Украины).
Окончила Киевский техникум физической культуры и Высшую школу тренеров.
В 1938—1955 годах играла в баскетбол за киевское «Динамо». В 1949 году стала чемпионкой СССР, в 1950 году завоевала серебряную медаль. В 1950—1951 годах дважды выигрывала Кубок СССР.
Мастер спорта СССР (1940).
В 1938—1971 годах работала тренером Киевского городского совета ДСО «Динамо». Также была тренером киевских ДЮСШ «Юный динамовец» и «Динамо».
Судья международной категории (1952). Судила матчи чемпионатов Европы 1952 и 1954 годов, чемпионата мира 1959 года, Кубка европейских чемпионов 1960 года.
Дата смерти неизвестна.